# Большой Дворцовый пруд
Большой Дворцовый пруд (также Большой пруд усадьбы Кусково) — пруд на территории усадьбы Кусково, является крупнейшим прудом усадьбы. Площадь пруда 14 гектаров. Создан в XVIII веке.

## История
Большой пруд усадьбы Кусково был создан в XVIII веке вблизи дворца Шереметевых в усадьбе Кусково. Его создание относят к 1751-1755 годам. Уже в первой половине XVIII века пруд получил сложные геометрические очертания, характерные для стиля барокко. Восточная часть пруда устроена прямоугольной, западная часть пруда была дополнена расширенной западной частью, южный берег которой представлял собой ломаную линию, которая образовывала тупой угол и визуально увеличивала площадь этой части пруда. В центре западной части пруда был устроен квадратный в плане островок, на котором были созданы дерновые круглые «Бастионы» по углам:26.
На пруду в XVIII веке у «преизрядной» пристани стояли многочисленные гребные парусные суда, а также 6-пушечная яхта:151.
Согласно материалам историко-архивных изысканий и натурному обследованию, произведённому в середине 2010-х годов, в 1760-е годы Большой Дворцовый пруд имел форму берегов, в целом сохранившуюся до настоящего времени:26.
В 1980-е годы берег пруда был облицован бетонными плитами, при этом форма пруда и рисунок береговой линии были сохранены, а уровень воды в пруду был понижен:26.
В августе 2022 года специалисты занялись очищением пруда и экологической реабилитацией его канала.

## Гидрография

Пруд зимой

Берега пруда преимущественно травянистые, дно пруда песчаное. На пруду сохранился искусственный остров с живописной купой плотно растущих деревьев. Питание пруда происходит за счёт грунтовых и поверхностных вод:151.
Все берега пруда, за исключением Вешняковского залива, имеют высокие и довольно крутые дерновые откосы. Северный берег имеет дерновые набережные, которые оканавлены с обеих сторон:26.
Подпитка пруда происходит через протоку с западной стороны водами верхней части каскада, которая расположена к северо-западу от пруда и входила в соседнее имение Перово. С юго-западной стороны к пруду примыкал залив со свободными очертаниями, в залив впадал ручей, который собирал воду c юго-западной части территории ансамбля, богатой грунтовыми водами. Залив Большого дворцового пруда со стороны Вешняковского канала, имел сложный симметричный рисунок береговой линии в духе барокко:26.